# 東葛飾郡

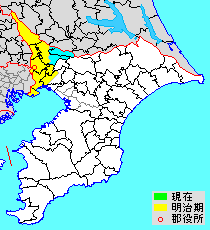
千葉県東葛飾郡の位置（水色：後に他郡から編入した区域）

東葛飾郡（ひがしかつしかぐん）は、千葉県にあった郡。

## 郡域
1878年（明治11年）に行政区画として発足した当時の郡域は、概ね以下の区域にあたる（公有水面埋立地を除く）。
- 市川市、野田市、流山市、浦安市の全域
- 船橋市の一部（東船橋、駿河台一丁目、東町、米ケ崎町、高根町、新高根、高根台、三咲町、南三咲、三咲、二和東、咲が丘以西およびみやぎ台の一部）
- 柏市の一部（大津川以東および根戸・宿連寺・布施・布施下・弁天下・布施新町・呼塚新田・根戸新田・松ヶ崎新田・柏堀之内新田・柏下・柏中村下・戸張新田を除く）
- 鎌ケ谷市の大部分（軽井沢を除く）
- 松戸市の大部分（樋野口の大部分および高柳を除く）
- 埼玉県吉川市の一部（深井新田・平方新田）
- 埼玉県幸手市の一部（西関宿）
- 茨城県坂東市の一部（木間ヶ瀬・古布内）
- 茨城県猿島郡五霞町の一部（山王・江川の各一部）
- 茨城県猿島郡境町の一部（桐ヶ作・新田戸）

## 歴史

### 葛東郡
本郡は明治時代に葛飾郡の一部が分割されて成立したが、葛飾郡を分割する考え方は江戸時代以前にもあった。代表的なのが太日川（江戸川）を境界として、東側を「葛東郡」（略して葛東）、西側を「葛西郡」（略して葛西）と呼ぶ考え方である。この葛東郡は現在の旧・相馬郡地域を除いた東葛飾郡とほぼ合致している。鎌倉時代の文永年間に仙覚によって書かれた万葉集の注釈（『万葉集注釈』）に葛飾郡を太日川を境に東西に分けると書かれ、永仁年間の香取神宮の造営記録にも、かつて（建長年間に）守護の千葉頼胤が葛東から人夫を調達したことが記録されている。

### 郡発足までの沿革
- 「旧高旧領取調帳」に記載されている明治初年時点での、後の当郡域の支配は以下の通り。●は村内に寺社領が、○は寺社除地が存在。（10町233村）

| 知行         | 知行             | 明治2年1月 | 村数     | 村名 |
| ------------ | ---------------- | ---------- | -------- | --- |
| 天領         | 幕府領           | 葛飾県     | 1町 83村 | 次木村、木間ヶ瀬村、丸井村、岡田村、東金野井村、船形村、蕃昌新田、吉春村、座生新田、岩名村、●清水村、上花輪村、宮崎新田、柳沢新田、奉目新田、鶴島新田、中根新田、桜台村、堤根新田、花井新田、横内村、山崎村、今上村、深井新田、青田新田、十太夫新田、駒木新田、初石新田、平方村、平方新田、平方原新田、柏村、柏中新田、柏堀之内新田、桐ヶ谷村、下花輪村、長崎村、流山村、向小金新田、今谷新田、塚崎新田、高柳新田、串崎新田、木村、大谷口新田、●小金町、小金上町新田、金ヶ作村、九郎左衛門新田、三村新田、伝兵衛新田、古ヶ崎村、中根村、鎌ケ谷村、一本椚新田、松戸新田、田中新田、丸山新田、上山新田、藤原新田、大町新田、秋山村、稲越村、高塚新田、行田新田、前貝塚村、柏井村、奉免村、貝塚村（現・市川市）、曽谷村、宮久保村、古作村、米ヶ崎村、七熊村、印内村、寺内村、若宮村、古八幡村、菅野村、小栗原村、●中山村、二子村、本郷村、山野村 |
| 天領         | 幕府領           | 小菅県     | 1町 33村 | 七右衛門新田、主水新田、松戸町、小根本村、大橋村、小山村、中矢切村、栗山村、●須和田村、平田村、●八幡村、○高谷村、市川新田、西海神村、〇二俣村、●○原木村、○田尻村、○妙典村、○河原村、○稲荷木村、○大和田村、○下新宿村、●○本行徳村、加藤新田、儀兵衛新田、関ヶ島村、○伊勢宿村、○押切村、●○湊村、○新井村、○当代島村、○猫実村、●○堀江村、湊新田 |
| 天領         | 旗本領           | 葛飾県     | 1町 26村 | 東宝珠花村、平井村、●堤台村、野田町、大殿井村、瀬戸村、駒木村、芝崎村、古間木村、中村、後平井村、前平井村、●中金杉村、幸田村、●平賀村、大谷口村、横須賀村、幸谷村、久保平賀村、二ツ木村、三ヶ月村、●上本郷村、後貝塚村、北方村、西夏見村、●東夏見村、高石神村 |
| 天領         | 幕府領・旗本領   | 葛飾県     | 41村     | ○尾崎村、中里村、谷津村（現・野田市）、五木村、中野台村、三ヶ尾村、若柴村、中野久木村、上新宿村、戸張村、北村、北村小屋村新田、小屋村、南村、谷津貝塚新田、谷津村（現・流山市）、貝塚村（現・流山市）、大畔村、●三輪野山村、市野谷村、野々下村、名戸ヶ谷村、名都借村、前ヶ崎村、西平井村、思井村、中新宿村、酒井根村、東平賀村、殿平賀村、根木内村、栗ヶ沢村、新作村、中和倉村、河原塚村、日暮村、●和名ヶ谷村、紙敷村、南金杉村、高根村、鬼越村 |
| 天領         | 幕府領・旗本領   | 小菅県     | 8村      | 外河原村、南花島村、岩瀬村、上矢切村、下矢切村、●国分村、市川村、○欠真間村 |
| 天領         | 幕府領・与力給知 | 葛飾県     | 1村      | ●船橋村 |
| 藩領         | 下総関宿藩       | 関宿藩     | 6町 9村  | 関宿町、関宿向下河岸、関宿江戸町、関宿台町、関宿元町、関宿内町、西高野村、東高野村、新田戸村、中戸村、柏寺村、桐ヶ作村、古布内村、親野井村、三軒家 |
| 藩領         | 駿河田中藩       | 葛飾県     | 15村     | 木野崎村、三ツ堀村、山高野村、大青田村、西深井村、中曽根下谷新田、松ヶ崎村、高田村、篠籠田村、加村、佐津間村、鰭ヶ崎村、●上総内村、粟野村、大野村 |
| 藩領         | 駿河田中藩       | 小菅県     | 1村      | 根本村 |
| 幕府領・藩領 | 幕府領・田中藩   | 葛飾県     | 15村     | 目吹村、船戸村、小青田村、大室村、正連寺村、東深井村、花野井村、●増尾村、藤心村、逆井村、●馬橋村、千駄堀村、八ヶ崎村、道野辺村、中沢村 |
| 幕府領・藩領 | 幕府領・田中藩   | 小菅県     | 1村      | 竹ヶ花村 |
| その他       | 寺社領           | 小菅県     | 1村      | 国府台村 |

- 慶応4年
  - 7月10日（1868年8月27日） - 天領・田中藩領の各一部が武蔵知県事の管轄となる（上表の小菅県）。
  - 7月13日（1868年8月30日） - 駿河田中藩が転封して安房長尾藩となり、後の本郡内の領地が消滅。
  - 8月4日（1868年9月19日） - 天領・田中藩領の残部が下総知県事の管轄となる（上表の葛飾県）。
  - 領地替えにより次木村・親野井村が武蔵岩槻藩領および下総知県事の管轄となる。
- 明治元年（1868年） - 松戸町が改称して松戸駅となる。（9町1駅233村）
- 明治2年
  - 1月13日（1869年2月23日）
    - 武蔵知県事の管轄地域が小菅県の管轄となる。
    - 下総知県事の管轄地域が葛飾県の管轄となる。

  - 中曽根下谷新田が深井新田・西深井村に合併。（9町1駅232村）
- 明治4年
  - 7月14日（1871年8月29日） - 廃藩置県により、藩領が関宿県、岩槻県となる。
  - 11月14日（1871年12月25日） - 第1次府県統合により、全域が印旛県の管轄となる。
- 明治初年（9町1駅236村）
  - 船橋村が分割して九日市村・五日市村・海神村となる。
  - 妙典村が分割して上妙典村・下妙典村となる。
  - 三ヶ尾村が分割して二ツ塚村・上三ヶ尾村・西三ヶ尾村・下三ヶ尾村となる。
  - 五木村のうち新田分が分立して五木新田となる。
  - 市川村のうち寺社領が分立して真間村となる。
  - 柏中新田が印旛郡柏中新田と合併して印旛郡柏中村下となる。
  - 一本椚新田が鎌ヶ谷村に、北村小屋村新田が北村・小屋村に、谷津貝塚新田が谷津村（現・流山市）・貝塚村にそれぞれ合併。
- 明治5年（1872年） - 小金牧の一部より初富村・二和村・三咲村・五香六実村・十余二村・豊四季村が起立。（9町1駅242村）
- 明治6年（1873年）6月15日 - 千葉県の管轄となる。
- 明治7年（1874年） - 奉目新田・鶴島新田が合併して鶴奉村となる。（9町1駅241村）
- 明治8年（1875年） - 下総国葛飾郡のうち利根川以北の町村が茨城県[11]、江戸川以西の村が埼玉県[12]の管轄となる。
- 明治10年（1877年） - 関宿城下各町が合併して関宿町となる。

### 郡発足以降の沿革
- 明治11年（1878年）
  - 11月2日 - 郡区町村編制法の千葉県での施行により、千葉県葛飾郡の区域をもって行政区画としての東葛飾郡が発足。郡役所が松戸町に設置。
  - 高柳新田の所属郡が南相馬郡に変更。（9町1駅240村）
- 明治12年（1879年）
  - 2ヶ所存在した貝塚村がそれぞれが改称して上貝塚村（現・流山市）、下貝塚村（現・市川市）となる。
  - 谷津村（現・流山市）が改称して谷村となる。
- 明治17年（1884年）（9町2駅238村）
  - 山高野村が船戸村に合併。
  - 本行徳村が改称して本行徳駅となる。
- 明治19年（1886年） - 八幡村・古八幡村が合併して八幡町となる。（10町2駅236村）
- 明治20年（1887年）（10町2駅237村）
  - 柏堀之内新田が印旛郡柏堀之内新田を合併。
  - 印旛郡柏中村下・戸張村新田の所属郡が本郡に変更。

### 町村制以降の沿革

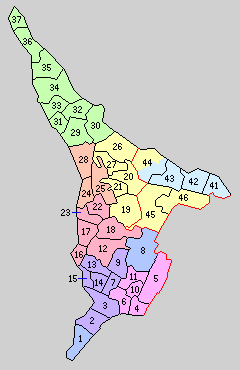
1.浦安村 2.南行徳村 3.行徳町 4.船橋町 5.八栄村 6.葛飾村 7.中山村 8.鎌ケ谷村 9.大柏村 10.塚田村 11.法典村 12.八柱村 13.五常村 14.八幡町 15.市川町 16.松戸町 17.明村 18.高木村 19.土村 20.千代田村 21.豊四季村 22.小金町 23.馬橋村 24.流山町 25.八木村 26.田中村 27.十余二村 28.新川村 29.梅郷村 30.福田村 31.野田町 32.旭村 33.七福村 34.川間村 35.木間ヶ瀬村 36.二川村 37.関宿町 41.布佐町 42.湖北村 43.我孫子町 44.富勢村 45.風早村 46.手賀村（紫：市川市 桃：船橋市 赤：松戸市 橙：流山市 黄：柏市 緑：野田市 水色：我孫子市 青：合併なし）

- 明治22年（1889年）4月1日 - 町村制の施行により、以下の町村が発足。▲は飛地を除く。△は飛地のみ。（9町28村）[13]
  - 浦安村 ← 堀江村、猫実村、▲当代島村、△新井村、△欠真間村（現・浦安市）
  - 南行徳村 ← ▲新井村、▲欠真間村、湊新田、▲湊村、▲押切村、△伊勢宿村、△当代島村（現・市川市）
  - 行徳町 ← ▲本行徳駅、儀兵衛新田、▲伊勢宿村、関ヶ島村、加藤新田、稲荷木村、大和田村、▲上妙典村、▲下妙典村、河原村、下新宿村、△押切村、△湊村、田尻村、高谷村、▲原木村、▲二俣村、△二子村、△寺内村、△本郷村、△印内村、△西海神村（現・市川市）
  - 船橋町 ← 九日市村、五日市村、海神村（現・船橋市）
  - 八栄村 ← 東夏見村、西夏見村、七熊村、米ヶ崎村、高根村、南金杉村、二和村、三咲村（現・船橋市）
  - 葛飾村 ← ▲二子村、▲印内村、山野村、▲西海神村、▲本郷村、▲寺内村、古作村、小栗原村、△原木村、△二俣村（現・船橋市）
  - 中山村 ← 中山村、若宮村、高石神村、鬼越村、北方村（現・市川市）
  - 鎌ケ谷村 ← 鎌ケ谷村、粟野村、佐津間村、▲初富村、道野辺村、中沢村、△串崎新田、印旛郡根村［字軽井沢新田］（現・鎌ケ谷市）
  - 大柏村 ← 大野村、大町新田、柏井村、奉免村（現・市川市）
  - 塚田村 ← 前貝塚村、後貝塚村、行田新田（現・船橋市）
  - 法典村 ← 藤原新田、上山新田、丸山新田（現・船橋市）
  - 八柱村 ← 紙敷村、▲串崎新田、和名ヶ谷村、高塚新田、田中新田、秋山村、大橋村、河原塚村（現・松戸市）
  - 五常村 ← 国分村、曽谷村、須和田村、稲越村、下貝塚村（現・市川市）
  - 八幡町 ← 八幡町、菅野村、宮久保村、△本行徳駅、△上妙典村、△下妙典村（現・市川市）
  - 市川町 ← 市川村、市川新田、真間村、国府台村、平田村（現・市川市）
  - 松戸町 ← 松戸駅、下矢切村、中矢切村、上矢切村、小山村、栗山村（現・松戸市）
  - 明村 ← ▲上本郷村、根本村、南花島村、伝兵衛新田、古ヶ崎村、竹ヶ花村、松戸新田、小根本村、岩瀬村、△中和倉村（現・松戸市）
  - 高木村 ← 金ヶ作村、八ヶ崎村、▲中和倉村、千駄堀村、日暮村、栗ヶ沢村、五香六実村、△初富村（現・松戸市）
  - 土村 ← 増尾村、藤心村、逆井村、名戸ヶ谷村、今谷新田、根木内村、小金上町新田、酒井根村、中新宿村、塚崎新田（現・柏市）
  - 千代田村 ← 柏村、戸張村、篠籠田村、松ヶ崎村、高田村、柏堀之内新田［字一番割水神前を除く］、柏中村下、戸張村新田、南相馬郡呼塚新田［字落合］（現・柏市）
  - 豊四季村（単独村制。現・柏市）
  - 小金町 ← ▲小金町、二ツ木村、幸田村、中金杉村、▲横須賀村、大谷口村、殿平賀村、東平賀村、上総内村、久保平賀村、平賀村、△流山村、△向小金新田、△幸谷村、△七右衛門新田、△三ヶ月村、△木村（現・松戸市）
  - 馬橋村 ← 馬橋村、新作村、中根村、▲三ヶ月村、▲幸谷村、大谷口新田、▲七右衛門新田、主水新田、外河原村、九郎左衛門新田、三村新田、△小金町、△流山村、△木村、△上本郷村（現・松戸市）
  - 流山町 ← ▲流山村、加村、▲木村、西平井村、鰭ヶ崎村、三輪野山村、△横須賀村、△七右衛門新田、△小金町（現・流山市）
  - 八木村 ← 古間木村、思井村、芝崎村、前平井村、後平井村、長崎村、野々下村、市野谷村、名都借村、前ヶ崎村、▲向小金新田、大畔新田[14]、駒木村、十太夫新田、駒木新田、初石新田、▲青田新田、中村（現・流山市）
  - 田中村 ← 若柴村、花野井村、大室村、正連寺村、小青田村、船戸村、▲大青田村、△青田新田、△下三ヶ尾村、△上三ヶ尾村、△西三ヶ尾村（現・柏市）
  - 十余二村（単独村制。現・柏市）
  - 新川村 ← 桐ヶ谷村、大畔村、北村、下花輪村、谷村、小屋村、上新宿村、上新宿新田[15]、上貝塚村、南村、平方村、平方原新田、中野久木村、▲深井新田、東深井村、西深井村、△上花輪村（現・流山市）、平方新田、△深井新田（現・埼玉県吉川市）
  - 梅郷村 ← 山崎村、▲今上村、▲桜台村、▲花井新田、堤根新田、△宮崎新田、△清水村、△上花輪村（現・野田市）
  - 福田村 ← 木野崎村、三ツ堀村、瀬戸村、二ツ塚村、▲上三ヶ尾村、▲西三ヶ尾村、▲下三ヶ尾村、△大青田村（現・野田市）
  - 野田町 ← 野田町、▲清水村、堤台村、中野台村、▲上花輪村、△桜台村、△今上村（現・野田市）
  - 旭村 ← 大殿井村、目吹村、鶴奉村、柳沢新田、▲宮崎新田、中根新田、△花井新田、横内村（現・野田市）
  - 七福村 ← 吉春村、蕃昌新田、五木村、谷津村、岩名村、五木新田、座生新田、△尾崎村（現・野田市）
  - 川間村 ← 中里村、東金野井村、船形村、▲尾崎村（現・野田市）
  - 木間ヶ瀬村 ← 木間ヶ瀬村（現・野田市、茨城県坂東市）、岡田村、丸井村（現・野田市）
  - 二川村 ← 桐ヶ作村、新田戸村（現・野田市、茨城県猿島郡境町）、古布内村（現・野田市、茨城県坂東市）、東高野村、西高野村、中戸村、柏寺村、親野井村、次木村、平井村、東宝珠花村、△関宿江戸町、△関宿元町（現・野田市）
  - 関宿町 ← ▲関宿江戸町（現・野田市、茨城県猿島郡五霞町、埼玉県幸手市）、関宿台町、▲関宿元町、関宿町（現・野田市）、関宿内町（現・野田市、埼玉県幸手市）、三軒家（現・野田市）、関宿向河岸[16]、関宿向下河岸（現・埼玉県幸手市）
  - 柏堀之内新田の残部（字一番割水神前）が南相馬郡富勢村の一部となる。
- 明治23年（1890年）5月23日 - 五常村が改称して国分村となる。
- 明治28年（1895年）4月1日
  - 関宿町のうち権現堂川以北（関宿江戸町の一部）が茨城県西葛飾郡五霞村に、江戸川以西（関宿向河岸・関宿向下河岸および関宿江戸町・関宿内町の各一部）が埼玉県中葛飾郡豊岡村に編入。
  - 新川村のうち江戸川西岸（深井新田および平方新田の一部）が埼玉県北葛飾郡三輪野江村に編入[17]。
- 明治30年（1897年）4月1日 - 郡制の施行により、東葛飾郡・南相馬郡の区域をもって、改めて東葛飾郡が発足。布佐町、湖北村、我孫子町、富勢村、風早村、手賀村が本郡の所属となる。（11町32村）
- 明治32年（1899年）4月1日
  - 川間村が茨城県猿島郡中川村の一部（長谷・小山・莚打の各一部）を編入。
  - 我孫子町が茨城県北相馬郡稲戸井村の一部（稲の一部）・取手町の一部（取手の一部）を編入。我孫子町の一部が取手町に編入。
  - 木間ヶ瀬村の一部（木間ヶ瀬の一部）・二川村の一部（古布内の一部）が茨城県猿島郡長須村に編入。
  - 二川村の一部（新田戸・桐ヶ作の各一部）が茨城県猿島郡森戸村に編入。
  - 布佐町の一部が北相馬郡布川町に編入。
- 明治42年（1909年）9月1日 - 浦安村が町制施行して浦安町となる。（12町31村）
- 大正3年（1914年）10月10日（12町29村）
  - 千代田村・豊四季村が合併し、改めて千代田村が発足。
  - 田中村・十余二村が合併し、改めて田中村が発足。
- 大正12年（1923年）4月1日 - 郡会が廃止。残務処理のため郡役所は存続。
- 大正13年（1924年）8月10日 - 中山村が町制施行して中山町となる。（13町28村）
- 大正15年（1926年）
  - 7月1日 - 郡役所が廃止。以降は地域区分名称となる。
  - 9月15日 - 千代田村が町制施行・改称して柏町となる。（14町27村）
- 昭和6年（1931年）1月1日 - 葛飾村が町制施行して葛飾町となる。（15町26村）
- 昭和8年（1933年）4月1日 - 松戸町・明村が合併し、改めて松戸町が発足。（15町25村）
- 昭和9年（1934年）11月3日 - 市川町・八幡町・中山町・国分村が合併して市川市が発足し、郡より離脱。（12町24村）
- 昭和12年（1937年）
  - 4月1日 - 船橋町・葛飾町・八栄村・法典村・塚田村が合併して船橋市が発足し、郡より離脱。（10町21村）
  - 4月15日 - 南行徳村が町制施行して南行徳町となる。（11町20村）
- 昭和13年（1938年）4月1日 - 八柱村が松戸町に編入。（11町19村）
- 昭和17年（1942年）7月1日 - 松戸町に本郡を管轄する東葛飾地方事務所が設置。
- 昭和18年（1943年）4月1日 - 松戸町・馬橋村・高木村が合併して松戸市が発足し、郡より離脱。（10町17村）
- 昭和24年（1949年）11月3日 - 大柏村が市川市に編入。（10町16村）
- 昭和25年（1950年）5月3日 - 野田町・旭村・梅郷村・七福村が合併して野田市が発足し、郡より離脱。（9町13村）
- 昭和26年（1951年）4月1日 - 流山町（第1次）・八木村・新川村が合併して江戸川町が発足。（9町11村）
- 昭和27年（1952年）1月1日 - 江戸川町が改称して流山町（第2次）となる。
- 昭和29年（1954年）
  - 9月1日 - 田中村・柏町・土村・小金町が合併して東葛市が発足し、郡より離脱。（7町9村）[18]
  - 10月15日 - 一部（いわゆる根木内地区）を残して旧小金町域は松戸市に移管。
  - 11月1日 - 富勢村が分割し、一部（久寺家および布施・根戸・根戸新田・呼塚新田の各一部）が我孫子町に、残部が東葛市にそれぞれ編入。（7町8村）
  - 11月15日 - 東葛市が柏市に改称。
- 昭和30年（1955年）
  - 3月30日 - 風早村・手賀村が合併して沼南村が発足。（7町7村）
  - 3月31日 - 行徳町が市川市に編入。（6町7村）
  - 4月29日 - 我孫子町・湖北村・布佐町が合併して我孫子町が発足。（5町6村）
  - 7月20日 - 木間ヶ瀬村・二川村・関宿町が合併し、改めて関宿町が発足。（5町4村）
- 昭和31年（1956年）10月1日 - 南行徳町が市川市に編入。（4町4村）
- 昭和32年（1957年）4月1日 - 川間村・福田村が野田市に編入。（4町2村）
- 昭和33年（1958年）8月1日 - 鎌ケ谷村が町制施行して鎌ケ谷町となる。（5町1村）
- 昭和39年（1964年）2月1日 - 沼南村が町制施行して沼南町となる。（6町）
- 昭和42年（1967年）1月1日 - 流山町（第2次）が市制施行して流山市となり、郡より離脱。（5町）
- 昭和45年（1970年）7月1日 - 我孫子町が市制施行して我孫子市となり、郡より離脱。（4町）
- 昭和46年（1971年）9月1日 - 鎌ケ谷町が市制施行して鎌ケ谷市となり、郡より離脱。（3町）
- 昭和56年（1981年）4月1日 - 浦安町が市制施行して浦安市となり、郡より離脱。（2町）
- 平成15年（2003年）6月6日 - 関宿町が野田市に編入。（1町）
- 平成17年（2005年）3月28日 - 沼南町が柏市に編入。同日東葛飾郡消滅。

### 変遷表
| 明治22年以前 | 明治22年4月1日        | 明治22年 - 昭和9年                             | 明治22年 - 昭和9年                             | 昭和10年 - 昭和25年          | 昭和10年 - 昭和25年          | 昭和26年 - 昭和39年                        | 昭和26年 - 昭和39年                        | 昭和40年 - 昭和64年   | 平成1年 - 現在              | 現在          |
| --- | --------------------- | ---------------------------------------------- | ---------------------------------------------- | ---------------------------- | ---------------------------- | ------------------------------------------ | ------------------------------------------ | --------------------- | --------------------------- | ------------- |
| 松戸駅 | 松戸町                | 昭和8年4月1日 松戸町                           | 昭和8年4月1日 松戸町                           | 松戸町                       | 昭和18年4月1日 松戸市        | 松戸市                                     | 松戸市                                     | 松戸市                | 松戸市                      | 松戸市        |
| 小山村 上矢切村 中矢切村 下矢切村 栗山村 | 松戸町                | 昭和8年4月1日 松戸町                           | 昭和8年4月1日 松戸町                           | 松戸町                       | 昭和18年4月1日 松戸市        | 松戸市                                     | 松戸市                                     | 松戸市                | 松戸市                      | 松戸市        |
| 根本村 岩瀬村 小根本村 南花島村 松戸新田 上本郷村 古ヶ崎村 伝兵衛新田 竹ヶ花村                                                                            | 明村                  | 昭和8年4月1日 松戸町                           | 昭和8年4月1日 松戸町                           | 松戸町                       | 昭和18年4月1日 松戸市        | 松戸市                                     | 松戸市                                     | 松戸市                | 松戸市                      | 松戸市        |
| 和名ヶ谷村 河原塚村 田中新田 紙敷村 串崎新田 大橋村 秋山村 高塚新田                                                                                       | 八柱村                | 八柱村                                         | 八柱村                                         | 昭和13年4月1日 松戸町に編入  | 昭和18年4月1日 松戸市        | 松戸市                                     | 松戸市                                     | 松戸市                | 松戸市                      | 松戸市        |
| 幸谷村 三村新田 大谷口新田 九郎左衛門新田 中根村 馬橋村 三ヶ月村 主水新田 七右衛門新田 外河原村 新作村                                                    | 馬橋村                | 馬橋村                                         | 馬橋村                                         | 馬橋村                       | 昭和18年4月1日 松戸市        | 松戸市                                     | 松戸市                                     | 松戸市                | 松戸市                      | 松戸市        |
| 金ヶ作村 日暮村 五香六実村 千駄堀村 八ヶ崎村 中和倉村 栗ヶ沢村                                                                                            | 高木村                | 高木村                                         | 高木村                                         | 高木村                       | 昭和18年4月1日 松戸市        | 松戸市                                     | 松戸市                                     | 松戸市                | 松戸市                      | 松戸市        |
| 小金町 | 小金町                | 小金町                                         | 小金町                                         | 小金町                       | 小金町                       | 昭和29年9月1日 東葛市                      | 昭和29年10月15日 松戸市に編入              | 松戸市                | 松戸市                      | 松戸市        |
| 上総内村 二ツ木村 大谷口村 横須賀村 幸田村 中金杉村 平賀村 殿平賀村 東平賀村 久保平賀村                                                                   | 小金町                | 小金町                                         | 小金町                                         | 小金町                       | 小金町                       | 昭和29年9月1日 東葛市                      | 昭和29年10月15日 松戸市に編入              | 松戸市                | 松戸市                      | 松戸市        |
| 根木内村 | 土村                  | 昭和4年10月2日 小金町に編入                    | 昭和4年10月2日 小金町に編入                    | 小金町                       | 小金町                       | 昭和29年9月1日 東葛市                      | 昭和29年10月15日 松戸市に編入              | 松戸市                | 松戸市                      | 松戸市        |
| 増尾村 名戸ヶ谷村 藤心村 逆井村 酒井根村 今谷新田 小金上町新田 中新宿村 塚崎新田 根木内新田                                                               | 土村                  | 土村                                           | 土村                                           | 土村                         | 土村                         | 昭和29年9月1日 東葛市                      | 昭和29年11月15日 改称 柏市                 | 柏市                  | 柏市                        | 柏市          |
| 柏村 戸張村 松ヶ崎村 高田村 篠籠田村 戸張村新田 柏堀之内新田 柏中村下                                                                                     | 千代田村 豊四季村組合 | 千代田村                                       | 大正15年9月15日 町制改称 柏町                  | 柏町                         | 柏町                         | 昭和29年9月1日 東葛市                      | 昭和29年11月15日 改称 柏市                 | 柏市                  | 柏市                        | 柏市          |
| 豊四季村 | 千代田村 豊四季村組合 | 大正3年10月10日 組合解消 千代田村に編入        | 大正15年9月15日 町制改称 柏町                  | 柏町                         | 柏町                         | 昭和29年9月1日 東葛市                      | 昭和29年11月15日 改称 柏市                 | 柏市                  | 柏市                        | 柏市          |
| 花野井村 大室村 若柴村 正連寺村 大青田村 船戸村 小青田村                                                                                                  | 田中村 十余二村組合   | 大正3年10月10日 組合解消 田中村                | 大正3年10月10日 組合解消 田中村                | 田中村                       | 田中村                       | 昭和29年9月1日 東葛市                      | 昭和29年11月15日 改称 柏市                 | 柏市                  | 柏市                        | 柏市          |
| 十余二村 青田新田 | 田中村 十余二村組合   | 大正3年10月10日 組合解消 田中村                | 大正3年10月10日 組合解消 田中村                | 田中村                       | 田中村                       | 昭和29年9月1日 東葛市                      | 昭和29年11月15日 改称 柏市                 | 柏市                  | 柏市                        | 柏市          |
| 塚崎村 大井村 大島田村 蓑輪村 五条谷村 高柳村 藤ヶ谷村 藤ヶ谷新田 大井村新田 箕輪村新田                                                                   | 南相馬郡 風早村       | 明治30年4月1日 東葛飾郡                        | 明治30年4月1日 東葛飾郡                        | 風早村                       | 風早村                       | 昭和30年3月30日 沼南村                     | 昭和39年2月1日 町制                        | 沼南町                | 平成17年3月28日 柏市に編入  | 柏市          |
| 泉村 若白毛村 岩井村 鷲ノ谷村 金山村 柳戸村 片山村 手賀村 布瀬村 泉村新田 岩井村新田 鷲野谷新田 片山村新田 手賀村新田 布瀬村新田 染井入新田               | 南相馬郡 手賀村       | 明治30年4月1日 東葛飾郡                        | 明治30年4月1日 東葛飾郡                        | 手賀村                       | 手賀村                       | 昭和30年3月30日 沼南村                     | 昭和39年2月1日 町制                        | 沼南町                | 平成17年3月28日 柏市に編入  | 柏市          |
| 宿連寺村 松ヶ崎村新田 呼塚新田 根戸村新田 柏堀之内新田 根戸村 布施村                                                                                      | 南相馬郡 富勢村       | 明治30年4月1日 東葛飾郡                        | 明治30年4月1日 東葛飾郡                        | 富勢村                       | 富勢村                       | 昭和29年11月1日 東葛市に編入               | 昭和29年11月1日 東葛市に編入               | （柏市）              | （柏市）                    | 柏市          |
| 根戸村（一部） 布施村（一部） 久寺家村 | 南相馬郡 富勢村       | 明治30年4月1日 東葛飾郡                        | 明治30年4月1日 東葛飾郡                        | 富勢村                       | 富勢村                       | 昭和29年11月1日 我孫子町に編入             | 昭和29年11月1日 我孫子町に編入             | 昭和45年7月1日 市制   | 我孫子市                    | 我孫子市      |
| 我孫子宿 我孫子村新田 下戸村 高野山村 青山村 柴崎村 岡発戸村 都部村 高野山新田 岡発戸村新田 都部村新田 都部新田                                           | 南相馬郡 我孫子町     | 明治30年4月1日 東葛飾郡                        | 明治30年4月1日 東葛飾郡                        | 我孫子町                     | 我孫子町                     | 昭和30年4月29日 我孫子町                   | 昭和30年4月29日 我孫子町                   | 昭和45年7月1日 市制   | 我孫子市                    | 我孫子市      |
| 布佐町 江蔵地新田 布佐下新田 浅間前新田 大作新田 相島新田 三河屋新田                                                                                      | 南相馬郡 布佐町       | 明治30年4月1日 東葛飾郡                        | 明治30年4月1日 東葛飾郡                        | 布佐町                       | 布佐町                       | 昭和30年4月29日 我孫子町                   | 昭和30年4月29日 我孫子町                   | 昭和45年7月1日 市制   | 我孫子市                    | 我孫子市      |
| 中里村 中峠村 新木村 古戸村 日秀村 中里村新田 新木村下 中峠村下 日秀村新田                                                                                | 南相馬郡 湖北村       | 明治30年4月1日 東葛飾郡                        | 明治30年4月1日 東葛飾郡                        | 湖北村                       | 湖北村                       | 昭和30年4月29日 我孫子町                   | 昭和30年4月29日 我孫子町                   | 昭和45年7月1日 市制   | 我孫子市                    | 我孫子市      |
| 市川村 真間村 市川新田 国府台村 平田村 | 市川町                | 市川町                                         | 昭和9年11月3日 市川市                          | 市川市                       | 市川市                       | 市川市                                     | 市川市                                     | 市川市                | 市川市                      | 市川市        |
| 八幡町 | 八幡町                | 八幡町                                         | 昭和9年11月3日 市川市                          | 市川市                       | 市川市                       | 市川市                                     | 市川市                                     | 市川市                | 市川市                      | 市川市        |
| 菅野村 宮久保村 | 八幡町                | 八幡町                                         | 昭和9年11月3日 市川市                          | 市川市                       | 市川市                       | 市川市                                     | 市川市                                     | 市川市                | 市川市                      | 市川市        |
| 中山村 若宮村 北方村 鬼越村 高石神村 | 中山村                | 大正13年8月10日 町制                           | 昭和9年11月3日 市川市                          | 市川市                       | 市川市                       | 市川市                                     | 市川市                                     | 市川市                | 市川市                      | 市川市        |
| 須和田村 曽谷村 国分村 下貝塚村 稲越村 | 五常村                | 明治23年5月23日 改称 国分村                    | 昭和9年11月3日 市川市                          | 市川市                       | 市川市                       | 市川市                                     | 市川市                                     | 市川市                | 市川市                      | 市川市        |
| 大野村 大町新田 柏井村 奉免村 | 大柏村                | 大柏村                                         | 大柏村                                         | 昭和24年11月3日 市川市に編入 | 昭和24年11月3日 市川市に編入 | 市川市                                     | 市川市                                     | 市川市                | 市川市                      | 市川市        |
| 本行徳駅 | 行徳町                | 行徳町                                         | 行徳町                                         | 行徳町                       | 行徳町                       | 昭和30年3月31日 市川市に編入               | 昭和30年3月31日 市川市に編入               | 市川市                | 市川市                      | 市川市        |
| 伊勢宿村 関ヶ島村 下新宿村 大和田村 稲荷木村 上妙典村 下妙典村 河原村 田尻村 高谷村 原木村 二俣村 儀兵衛新田 加藤新田                                     | 行徳町                | 行徳町                                         | 行徳町                                         | 行徳町                       | 行徳町                       | 昭和30年3月31日 市川市に編入               | 昭和30年3月31日 市川市に編入               | 市川市                | 市川市                      | 市川市        |
| 新井村 欠真間村 湊村 湊新田 押切村 | 南行徳村              | 南行徳村                                       | 南行徳村                                       | 昭和12年4月15日 町制         | 昭和12年4月15日 町制         | 昭和31年10月1日 市川市に編入               | 昭和31年10月1日 市川市に編入               | 市川市                | 市川市                      | 市川市        |
| 堀江村 猫実村 当代島村 | 浦安村                | 明治42年9月1日 町制                            | 明治42年9月1日 町制                            | 浦安町                       | 浦安町                       | 浦安町                                     | 浦安町                                     | 昭和56年4月1日 市制   | 浦安市                      | 浦安市        |
| 船橋五日市村 船橋九日市村 船橋海神村 | 船橋町                | 船橋町                                         | 船橋町                                         | 昭和12年4月1日 船橋市        | 昭和12年4月1日 船橋市        | 船橋市                                     | 船橋市                                     | 船橋市                | 船橋市                      | 船橋市        |
| 西海神村 山野村 印内村 古作村 寺内村 二俣村（一部） 本郷村 二子村 小栗原村                                                                                | 葛飾村                | 昭和6年1月1日 町制                             | 昭和6年1月1日 町制                             | 昭和12年4月1日 船橋市        | 昭和12年4月1日 船橋市        | 船橋市                                     | 船橋市                                     | 船橋市                | 船橋市                      | 船橋市        |
| 三咲村 二和村 南金杉村 高根村 東夏見村 西夏見村 七熊村 米ヶ崎村                                                                                           | 八栄村                | 八栄村                                         | 八栄村                                         | 昭和12年4月1日 船橋市        | 昭和12年4月1日 船橋市        | 船橋市                                     | 船橋市                                     | 船橋市                | 船橋市                      | 船橋市        |
| 藤原新田 上山新田 丸山新田 | 法典村                | 法典村                                         | 法典村                                         | 昭和12年4月1日 船橋市        | 昭和12年4月1日 船橋市        | 船橋市                                     | 船橋市                                     | 船橋市                | 船橋市                      | 船橋市        |
| 前貝塚村 後貝塚村 行田新田 | 塚田村                | 塚田村                                         | 塚田村                                         | 昭和12年4月1日 船橋市        | 昭和12年4月1日 船橋市        | 船橋市                                     | 船橋市                                     | 船橋市                | 船橋市                      | 船橋市        |
| 鎌ヶ谷村 粟野村 佐津間村 初富村 道野辺村 中沢村 串崎新田（一部）                                                                                          | 鎌ヶ谷村              | 鎌ケ谷村                                       | 鎌ケ谷村                                       | 鎌ケ谷村                     | 鎌ケ谷村                     | 昭和33年8月1日 町制                        | 昭和33年8月1日 町制                        | 昭和46年9月1日 市制   | 鎌ケ谷市                    | 鎌ケ谷市      |
| 印旛郡根村 （字軽井沢新田） | 鎌ヶ谷村              | 鎌ケ谷村                                       | 鎌ケ谷村                                       | 鎌ケ谷村                     | 鎌ケ谷村                     | 昭和33年8月1日 町制                        | 昭和33年8月1日 町制                        | 昭和46年9月1日 市制   | 鎌ケ谷市                    | 鎌ケ谷市      |
| 流山町 | 流山町                | 流山町                                         | 流山町                                         | 流山町                       | 流山町                       | 昭和26年4月1日 江戸川町                    | 昭和27年1月1日 改称 流山町                 | 昭和42年1月1日 市制   | 流山市                      | 流山市        |
| 加村 木村 西平井村 鰭ヶ崎村 三輪野山村 | 流山町                | 流山町                                         | 流山町                                         | 流山町                       | 流山町                       | 昭和26年4月1日 江戸川町                    | 昭和27年1月1日 改称 流山町                 | 昭和42年1月1日 市制   | 流山市                      | 流山市        |
| 思井村 古間木村 芝崎村 前平井村 後平井村 長崎村 野々下村 市野谷村 名都借村 前ヶ崎村 向小金新田 大畔新田 駒木村 十太夫新田 駒木新田 青田新田 初石新田 中村 | 八木村                | 八木村                                         | 八木村                                         | 八木村                       | 八木村                       | 昭和26年4月1日 江戸川町                    | 昭和27年1月1日 改称 流山町                 | 昭和42年1月1日 市制   | 流山市                      | 流山市        |
| 桐ヶ谷村 大畔村 下花輪村 北村 南村 小屋村 谷村 上貝塚村 上新宿村 上新宿新田 平方村 平方村新田 平方原新田 中野久木村 深井新田 東深井村 西深井村            | 新川村                | 新川村                                         | 新川村                                         | 新川村                       | 新川村                       | 昭和26年4月1日 江戸川町                    | 昭和27年1月1日 改称 流山町                 | 昭和42年1月1日 市制   | 流山市                      | 流山市        |
| 深井新田（飛地） 平方新田 | 新川村                | 明治28年4月1日 埼玉県北葛飾郡 三輪野江村に編入 | 明治28年4月1日 埼玉県北葛飾郡 三輪野江村に編入 | 埼玉県北葛飾郡 三輪野江村    | 埼玉県北葛飾郡 三輪野江村    | 昭和30年4月1日 埼玉県北葛飾郡 吉川町に編入 | 昭和30年4月1日 埼玉県北葛飾郡 吉川町に編入 | 埼玉県北葛飾郡 吉川町 | 平成8年4月1日 市制          | 埼玉県 吉川市 |
| 野田町 | 野田町                | 野田町                                         | 野田町                                         | 昭和25年5月3日 野田市        | 昭和25年5月3日 野田市        | 野田市                                     | 野田市                                     | 野田市                | 野田市                      | 野田市        |
| 清水村 堤台村 中野台村 上花輪村 | 野田町                | 野田町                                         | 野田町                                         | 昭和25年5月3日 野田市        | 昭和25年5月3日 野田市        | 野田市                                     | 野田市                                     | 野田市                | 野田市                      | 野田市        |
| 大殿井村 目吹村 鶴奉村 柳沢新田 宮崎新田 中根新田 横内村                                                                                                  | 旭村                  | 旭村                                           | 旭村                                           | 昭和25年5月3日 野田市        | 昭和25年5月3日 野田市        | 野田市                                     | 野田市                                     | 野田市                | 野田市                      | 野田市        |
| 吉春村 蕃昌新田 五木村 岩名村 谷津村 五木新田 座生新田 | 七福村                | 七福村                                         | 七福村                                         | 昭和25年5月3日 野田市        | 昭和25年5月3日 野田市        | 野田市                                     | 野田市                                     | 野田市                | 野田市                      | 野田市        |
| 山崎村 今上村 桜台村 花井新田 堤根新田 | 梅郷村                | 梅郷村                                         | 梅郷村                                         | 昭和25年5月3日 野田市        | 昭和25年5月3日 野田市        | 野田市                                     | 野田市                                     | 野田市                | 野田市                      | 野田市        |
| 木野崎村 三ツ堀村 瀬戸村 二ツ塚村 上三ヶ尾村 西三ヶ尾村 下三ヶ尾村                                                                                        | 福田村                | 福田村                                         | 福田村                                         | 福田村                       | 福田村                       | 昭和32年4月1日 野田市に編入                | 昭和32年4月1日 野田市に編入                | 野田市                | 野田市                      | 野田市        |
| 中里村 東金野井村 船形村 尾崎村 | 川間村                | 川間村                                         | 川間村                                         | 川間村                       | 川間村                       | 昭和32年4月1日 野田市に編入                | 昭和32年4月1日 野田市に編入                | 野田市                | 野田市                      | 野田市        |
| 木間ヶ瀬村 岡田村 丸井村 | 木間ケ瀬村            | 木間ケ瀬村                                     | 木間ケ瀬村                                     | 木間ケ瀬村                   | 木間ケ瀬村                   | 昭和30年7月20日 関宿町                     | 昭和30年7月20日 関宿町                     | 関宿町                | 平成15年6月6日 野田市に編入 | 野田市        |
| 古布内村 新田戸村 東高野村 西高野村 中戸村 柏寺村 親野井村 次木村 平井村 東宝珠花村 桐ヶ作村                                                              | 二川村                | 二川村                                         | 二川村                                         | 二川村                       | 二川村                       | 昭和30年7月20日 関宿町                     | 昭和30年7月20日 関宿町                     | 関宿町                | 平成15年6月6日 野田市に編入 | 野田市        |
| 関宿町 三軒家 関宿江戸町 関宿台町 関宿元町 関宿内町 | 関宿町                | 関宿町                                         | 関宿町                                         | 関宿町                       | 関宿町                       | 昭和30年7月20日 関宿町                     | 昭和30年7月20日 関宿町                     | 関宿町                | 平成15年6月6日 野田市に編入 | 野田市        |
| 関宿向河岸 関宿向下河岸 | 関宿町                | 明治28年3月30日 埼玉県中葛飾郡 豊岡村に編入    | 明治29年3月29日 埼玉県北葛飾郡 豊岡村          | 埼玉県北葛飾郡 豊岡村        | 埼玉県北葛飾郡 豊岡村        | 昭和30年4月1日 埼玉県北葛飾郡 幸手町に編入 | 昭和30年4月1日 埼玉県北葛飾郡 幸手町に編入 | 昭和61年10月1日 市制  | 埼玉県 幸手市               | 埼玉県 幸手市 |

## 行政
東葛飾郡長（第1次）
| 代 | 氏名 | 就任年月日                | 退任年月日                | 備考                                   |
| -- | ---- | ------------------------- | ------------------------- | -------------------------------------- |
| 1  |      | 明治11年（1878年）11月2日 |                           |                                        |
|    |      |                           | 明治30年（1897年）3月31日 | 南相馬郡との合併により旧・東葛飾郡廃止 |

東葛飾郡長（第2次）
| 代 | 氏名 | 就任年月日               | 退任年月日                | 備考                   |
| -- | ---- | ------------------------ | ------------------------- | ---------------------- |
| 1  |      | 明治30年（1897年）4月1日 |                           |                        |
|    |      |                          | 大正15年（1926年）6月30日 | 郡役所廃止により、廃官 |

## 郡名に関連する呼称

### 葛南
東葛飾地方の南部を指す言葉として葛南（かつなん）がある。
船橋市・市川市・浦安市が含まれるが、本来は東葛飾郡ではなかった八千代市・習志野市も含んで葛南と称されている。
千葉県葛南県民センター、千葉県葛南地域整備センターなど、船橋市内の公共施設の名前に残るが、葛南警察署（現・浦安警察署）、葛南病院（現・東京ベイ・浦安市川医療センター）、葛南工業高校（市川工業高校と統合）など、市川市や浦安市では改称が相次ぎ、使われなくなっている。

### 東葛市
1954年9月1日に東葛飾郡の小金町・柏町・土村・田中村が合併（新設合併）して東葛市（とうかつし）が成立した。この東葛市も「東葛飾郡」から採られた地名である。
しかし、旧小金町域は血縁など昔から松戸方面との関連が強く、小金町民の間では柏との合併に反対する動きが強かった。そのため同年10月15日に一部を除いて東葛市から分離し、松戸市と改めて合併した。そのため残った3地域は同年11月15日に東葛市から柏市に名称を変更した。
後に松戸市長となった松本清は経営する薬局（後のマツモトキヨシ）が小金町にあったため、千葉県議会議員だった当時には小金町が所属していた「東葛飾郡選挙区」を基盤としていた。その後、小金町が松戸市と合併した後も（松戸市長に立候補するために県議を辞職するまで）松戸市選挙区に選挙区を替えることなく同選挙区から立候補している。
なお「東葛市」は、1934年の市川市発足時の市名候補でもあった。

### 葛飾村・葛飾町
東葛飾郡にはかつて葛飾村（1931年に葛飾町）があったが、1937年に船橋町などと合併して船橋市の一部となった。旧葛飾町の区域内に船橋市立葛飾小学校、船橋市立葛飾中学校、葛飾郡総社の葛飾神社などがある。またこの区域を通過する京成電鉄本線に「葛飾駅」があったが、1987年に「京成西船駅」と改称した。以前の駅名標には「（旧葛飾）」の表記が入っていたが、2010年に更新された際に削除された。
市川市にある葛飾八幡宮、柏市にある千葉県立東葛飾高等学校、埼玉県春日部市（旧北葛飾郡庄和町）にある葛飾中学校などにも、その名をとどめている。

### 気象庁予報警報区分
2002年3月1日に一次細分区域（天気予報が出される区画）の「千葉県北西部」を分割して二次細分区域（注意報・警報が発令される単位）の「印旛」「東葛飾」「千葉中央」が新設された。当初、「東葛飾」は旧東葛飾郡域の市川市・船橋市・松戸市・野田市・柏市・流山市・我孫子市・鎌ケ谷市・浦安市となっていたが、2004年3月1日に旧千葉郡域（千葉市・習志野市・八千代市）および市原市（旧・市原郡域）を範囲としていた「千葉中央」から、習志野市と八千代市が東葛飾に移された。